# Бохановский, Павел Петрович
Павел Петрович Бохановский (Бухановский, Бобырь-Бухановский) (около 1863 — около 1917) — российский общественный деятель, революционер.

## Биография
Родился в семейном поместье Бухановских в селе Ничипоровка Пирятинского уезда Полтавской губернии около 1863 года. Дворянин Пирятинского уезда, сын землевладельца.
С детства любил науку, был способным учеником, окончил с золотой медалью гимназию в местечке Лубны. Туда его возили подводой, потому что железной дороги ещё не было.
Учился в Новороссийском университете в Одессе, на факультете романских языков. В 1885 году окончил его со званием кандидата естественных наук на отлично. Прекрасно знал французский, итальянский, испанский, факультативно изучал немецкий. После окончания обучения работал на таможне Одесского порта как переводчик. В это время у него начало портиться зрение.
Уже в 1882 году был замечен в политической неблагонадёжности и в августе 1884 года был поддан негласному наблюдению.
17 августа 1884 года был арестован и взят под следствие в деле одесских революционных кружков. По этому делу среди прочих были арестованы ученицы школы Лесевицкого Ганелина и Звезде, потом в ночь с 16 на 17 августа бывший учитель Ришельевской гимназии, возвращённый из ссылки Павел Мавроган, студент естественного факультета 4 курса Яков Барский (у обоих диагностировано «серьёзное психическое расстройство»), студент естествоведения 4 курса Павел Бохановский, кандидат физико-математического факультета Рудольф Данилович, студент-юрист Иосиф Русецкий, слушатель Харьковских фельдшерских курсов Елизавета Кац, женщина-доктор Дора Андреевна Барская, студент Семён Гальперин.
Следствие установило, что зимой и весной 1884 года он посещал собрания на квартире Даниловича, имел отношения с народовольцами Борисом Оржихом, Шлемензоном, М. Песисом и другими и, по словам, Н. Квицинской, был кассиром кружка помощи политическим ссыльным и заключённым.
С 17 августа 1884 года по 3 марта 1885 года находился под арестом. Соответственно высочайшему повелению от 16 июля 1886 года подлежал надзору учебного начальства на два года с заменой его, в случае выхода или исключения из учебного заведения гласным надзором полиции на тот же срок вне местностей, которые находятся на особом режиме охраны.
В связи с окончанием университета ещё в 1885 году подчинён гласному надзору полиции в Екатеринославе. После окончания срока гласного надзора подчинён негласному. В 1888 году харьковский губернатор запретил ему жить в Харьковской губернии. Жил в Нечипоровке.
17 августа 1889 года негласный надзор полиции был прекращён.
Женился. Практически до конца жизни жил в Ничипоровке.
Был гласным Переяславского и Пирятинского уездных и Полтавского губерниальных земств. Кроме того — один из основателей сельских и уездных кредитных союзов Пирятинщины и Полтавщины.
Хорошая память, разнообразные знания, умение доходчиво и убедительно высказывать свою мысль делали Павла Петровича желанным участником всяческих кружков и сообществ. Не удивительно, что среди его друзей были помещики Чикаленко, Падалка, агроном Пикуль — образованные и культурные люди, которые по тем временам имели достаточно современные взгляды на общественную жизнь, хозяйство и мир вокруг.
Как сложились последние года жизни Павла Петровича Бохановского точно неизвестно.